# Marie Solange Ndom Ebongue
Marie Solange Ndom Ebongue, née le 30 octobre 1980 à Yaoundé, est une médecin camerounaise spécialiste en cardiologie. Le 31 décembre 2024, elle devient le 18ème et la première femme directeur de l’hôpital Laquintinie de Douala depuis sa création en 1931.

## Biographie

### Enfance, éducation et débuts
Marie Solange naît le 30 octobre 1980 à Yaoundé. Elle est originaire de Yingui dans la région du Littoral. Elle est titulaire d’un doctorat en médecine à la faculté de médecine et des sciences biomédicale, à l’université de Yaoundé I.

### Carrière
Elle est également enseignante, chargée de cours au département des sciences, à l’université de Douala. Elle est à la fois cheffe de service de cardiologie et conseiller médical au sein de l’hôpital Laquintinie de Douala jusqu'au 31 décembre 2024. Le décret en date du 1er ministre camerounais, Joseph Dion Ngute la nomme directrice de l’hôpital Laquintinie de Douala,,,. Elle remplace Guy Pascal Ngaba intérimaire après la nomination, de Noël Emmanuel Essomba, le 25 novembre 2024, au poste de Directeur général de l’hôpital général de Yaoundé.

## Vie associative
Elle a été présidente de l’association des Médecins du Cameroun (ex-Medcamer). Elle est membre de plusieurs organisations scientifiques. 

## Vie privée
Elle est mariée, épouse Ebongue Manga et mère de 4 enfants,.